# Bärental (Kärnten)

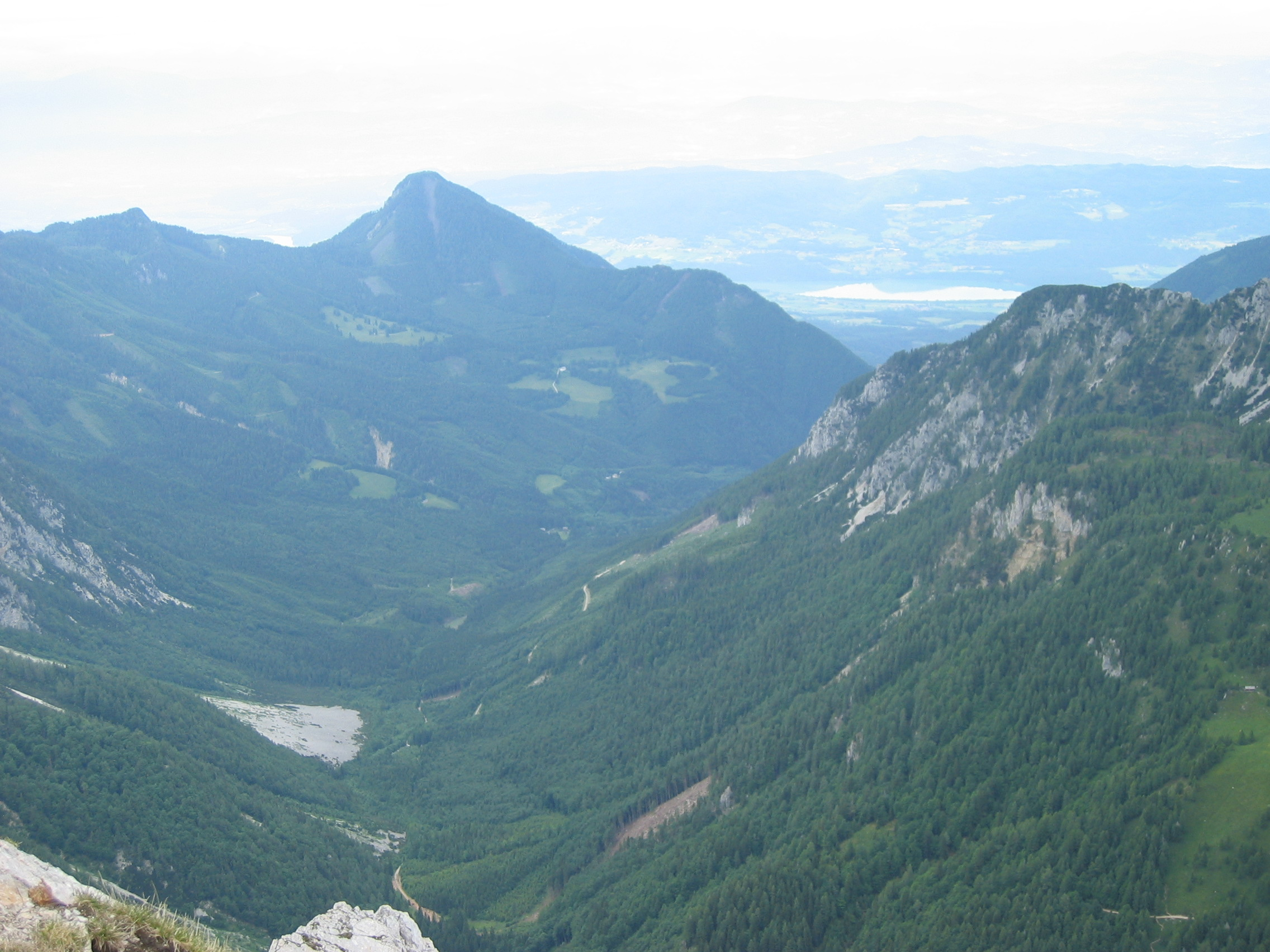
Blick ins Bärental vom Hochstuhl aus – im Hintergrund ist die Drau und somit das Rosental erkennbar. Dominierend der Matschacher Gupf.

Das Bärental (slow. Rute, „Rauten“ oder Zavrh, „Hinter dem Berg“) ist ein ca. 7 km langes Tal in den Karawanken im Süden von Kärnten, nach der Bärenpopulation benannt, die es dort früher gab und auch heute – zugewandert aus Slowenien – vereinzelt noch gibt. Es liegt auf dem Gebiet der Gemeinde Feistritz (slow. Bistrica). Im Ortsgebiet von Feistritz, am Eingang ins Bärental, befindet sich ein großes Industriegelände, auf dem früher die Bären-Batterien produziert wurden.
Mit dem Bärensattel hat das Bärental (slow. Medvedji dol) einen Übergang in die Oberkrain, der jedoch nie mit einer Straße ausgebaut wurde. Zum Rosental hin, in das es entwässert, führt der Weg durch eine enge Klamm.
Vom Bärental ist der Hochstuhl (slow. Stol), der höchste Berg der Karawanken, begehbar. Neben zahlreichen anderen Wanderungsmöglichkeiten gibt es auch Übergänge ins Bodental. Für Wanderer des Südalpenweges, des Kärntner Grenzweges und des Julius Kugy Alpine Trail, Etappe 1 und 2 (ÖAV/Landesverband Kärnten) bieten sich zwischen dem Bärental und dem Bodental herrliche Ausblicke auf die Nordseite der Karawanken.
Das Tal hatte bis in die Nachkriegszeit eine eigene Schule, heute ist es seiner Bevölkerung weitgehend verlustig gegangen. Im Talboden gibt es das Gasthaus Stouhütte (wie man im Slowenischen "Stol" ausspricht) als Ausgangspunkt zahlreicher Wanderungen. Im Talschluss liegt in Sichtweite eines malerischen Almdorfes die Klagenfurter Hütte, ein Alpenvereinshaus.

## Republik Bärental
Im Bärental liegen die Besitzungen der Familie von Jörg Haider, der von 1989 bis 1991 und von 1999 bis zu seinem Tod am 11. Oktober 2008 Kärntner Landeshauptmann war. Haider hatte den rund 1.600 Hektar großen Besitz im Bärental in den 1980er Jahren vom Sohn seines Großonkels geerbt, der den Besitz während der NS-Zeit von der Witwe des ursprünglichen jüdisch-italienischen Eigentümers Giorgio Roifer im Zuge der „Arisierungen“ zu einem geringen Preis gekauft hatte. Roifer, ein Geldverleiher aus Pisa, erwarb 1929 die Bärentaler Besitzungen von der Familie Helldorf. 1954 kam es zu einer neuerlichen Zahlung an dessen Nachkommen in Höhe von 120.000 US-Dollar. „Republik Bärental“ stand daher im politisch-satirischen Sprachgebrauch Österreichs vorübergehend für Haiders Besitz oder exemplarisch für Haiders Kärnten an sich bzw. für ein Österreich nach den umstrittenen Vorstellungen Haiders.